# De haas en de egel

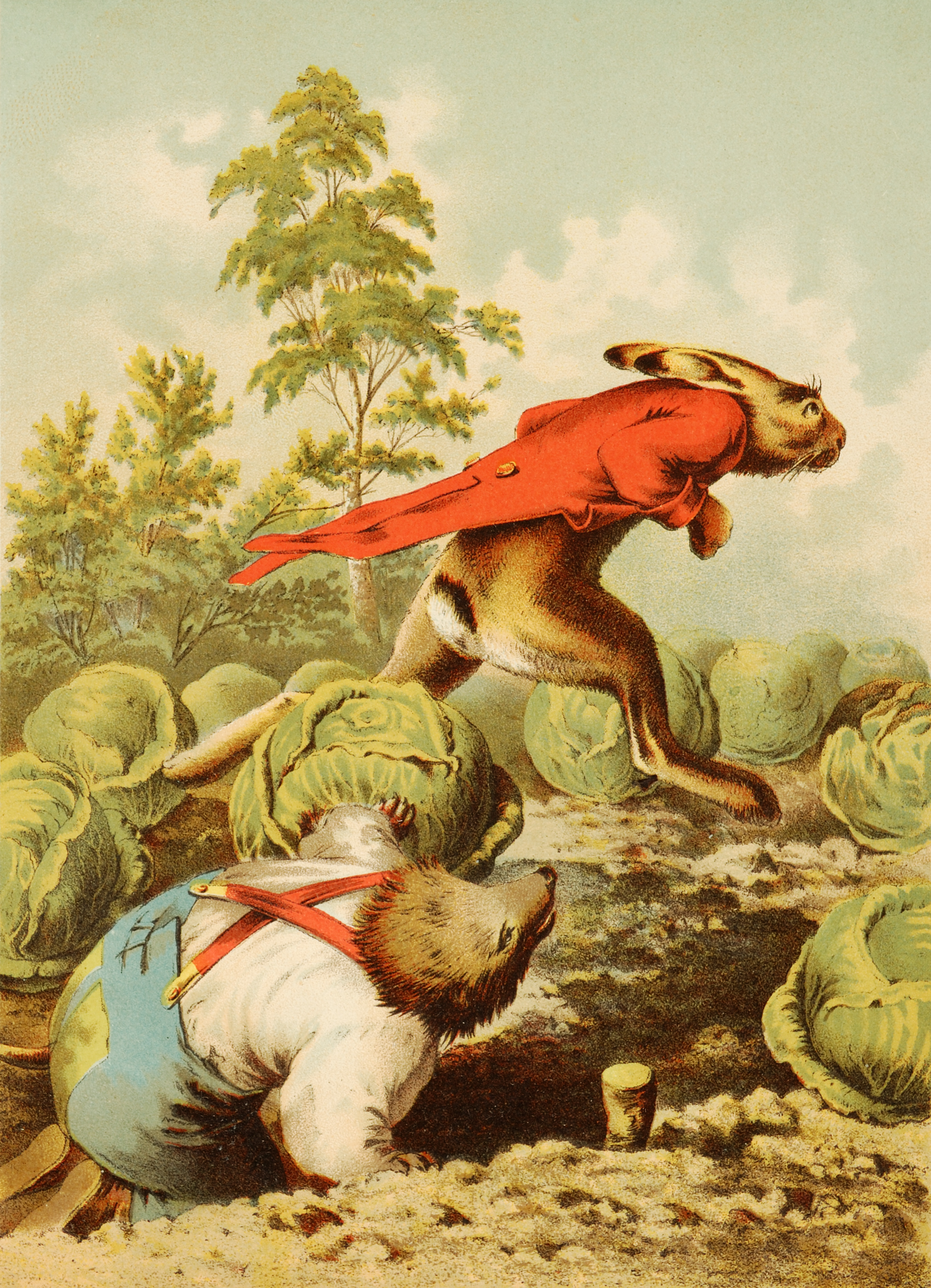
De haas en de egel

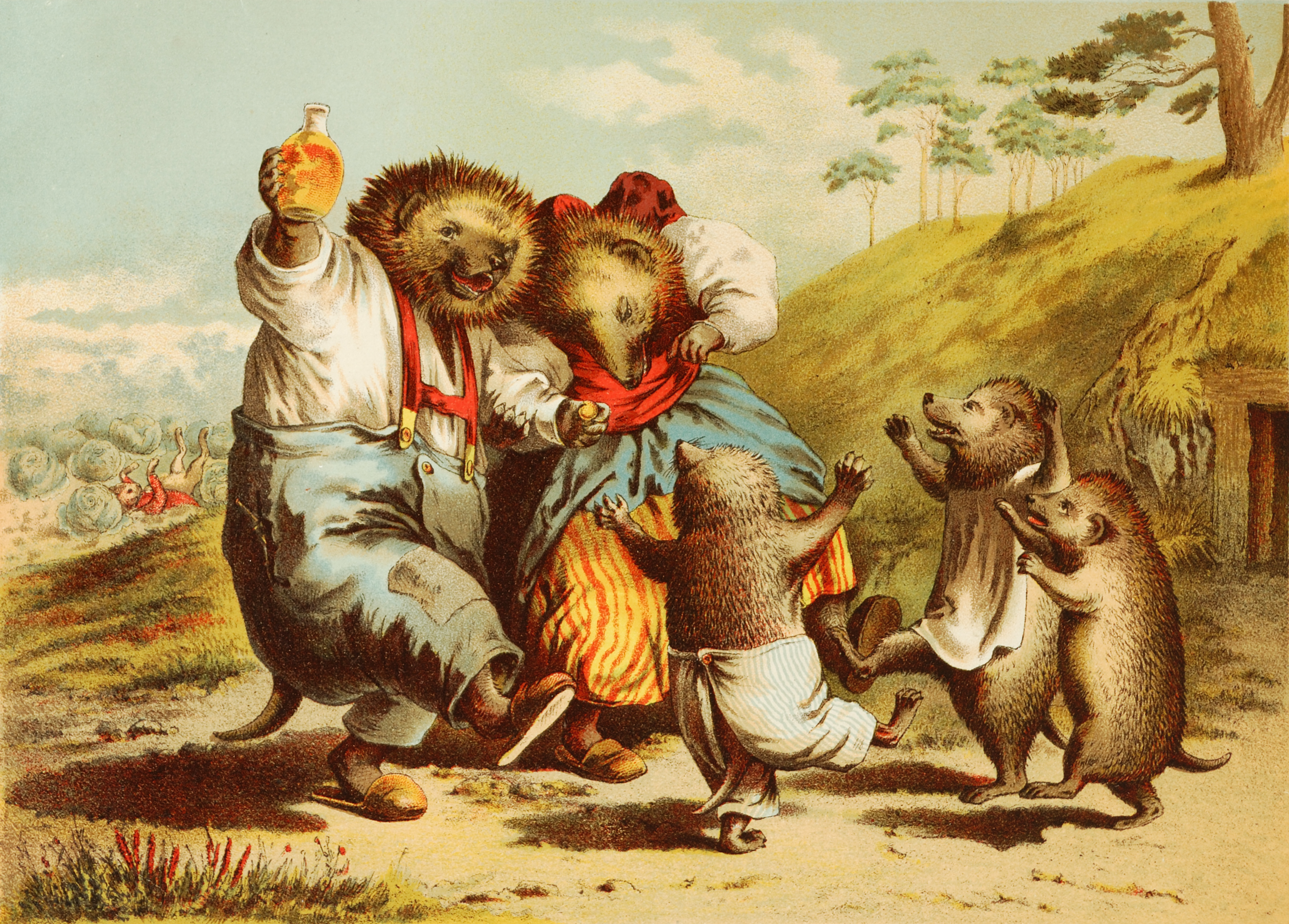
De egelfamilie

De haas en de egel is een sprookje uit Kinder- und Hausmärchen met volgnummer KHM187, opgetekend door de gebroeders Grimm. De oorspronkelijke naam is Der Hase und der Igel.

## Het verhaal
Dit verhaal klinkt als een leugenverhaal. Maar de grootvader van de verteller verzekerde dat het waar is, omdat het anders niet verteld kan worden. Op zondagmorgen in de herfst was iedereen vrolijk en mensen gaan in zondagse kleding naar de kerk. De egel staat voor zijn deur en wil zijn knolraap bekijken in het veld. Deze plant groeit het dichtst bij zijn huis en daarom beschouwt hij hem als zijn eigendom. Bij de hoek aan de rand met het veld met sleedoorn komt hij de haas tegen. De haas vraagt alleen waarom de egel in het veld is als hij wordt gegroet door de egel. Als de haas hoort dat de egel een wandeling maakt, maakt hij hem belachelijk.
De egel kan niet tegen de opmerkingen over zijn poten en daagt de haas uit tot een hardloopwedstrijd. Een fles brandewijn en een gouden dukaat worden op het spel gezet en ze schudden elkaar de hand. De egel wil eerst naar huis om te ontbijten en hij laat zijn vrouw meekomen. De vrouw moet beneden in een vore gaan staan en de haas en de egel zullen vanuit een vore naar haar toekomen. Als de haas nabij is, moet ze roepen "ik ben er al". De haas en de egel starten en de haas neemt meteen een enorme voorsprong. De egel hurkt na drie stappen en blijft rustig zitten.
De haas is stomverbaasd als hij de egel al beneden ziet en hij rent terug. Boven roept de egel ook "ik ben er al" en de haas rent opnieuw naar beneden. Bij de vierenzeventigste keer haalt de haas het niet meer en hij stort dood neer. Bloed stroomt uit zijn keel en de egel pakt de gouden dukaat en de fles brandewijn en hij gaat met zijn vrouw naar huis. Als ze niet gestorven zijn, leven ze nog. Dit was het verhaal van de egel die op de Bokslagse hei de haas doodliep. Niemand, al is men nog zo voornaam, mag spotten met een eenvoudig schepsel. Neem een vrouw van je eigen stand, iemand die er net zo uitziet als jijzelf.

## Achtergronden bij het sprookje
- Het sprookje komt uit de omgeving van Osnabrück en was in dialect opgetekend.
- Wilhelm Schröder (1808–1878) publiceerde het verhaal in 1840 in het Hannoversche Volksblatt in het Nederduits.
- Schröder liet het verhaal plaatsvinden op de hei bij Buxtehude. Daarvoor speelde het zich af in Bexhövede, deze plaats ligt zo'n 70 kilometer van Buxtehude nabij Bremerhaven.
- Het is een oud motief, al te vinden bij Aesopus (zie fabels van Aesopus en De haas en de schildpad) en in een oud verhaal uit de dertiende eeuw waarin een vos en een kreeft voorkomen.
- Waldemar Liungman vertelt in zijn commentaar op Zweedse volkssprookjes over een Griekse vaas uit de vijfde eeuw voor Christus met daarop een afbeelding van de wedstrijd tussen een haas en een egel.
- In een Latijns gedicht uit de dertiende eeuw lopen een egel en een leeuw om het hardst.
- In Europa en Noord-Afrika is de egel het langzame dier, daarbuiten is het de schildpad. Ook een kreeft komt voor.
- Leugenverhalen en leugensprookjes komen vaker voor, zie leugenliteratuur, De dorsvlegel uit de hemel (KHM112), Knoest en zijn drie zonen (KHM138), Het sprookje van Luilekkerland (KHM158) en Het leugensprookje uit Ditmar (KHM159).